# Condado de Hillsdale
El condado de Hillsdale (en inglés: Hillsdale County, Míchigan), fundado en 1855, es uno de los 83 condados del estado estadounidense de Míchigan. En el año 2000 tenía una población de 46.527 habitantes con una densidad poblacional de 29 personas por km². La sede del condado es Hillsdale.

## Geografía
Según la Oficina del Censo, el condado tiene un área total de 1572 km² (606,9 mi²), de la cual 1551 km² (598,8 mi²) es tierra y 21 km² (8,1 mi²) es agua.

## Condados adyacentes
- Condado de Jackson noreste
- Condado de Calhoun noroeste
- Condado de Lenawee este
- Condado de Branch oeste
- Condado de Fulton sureste
- Condado de Williams sur
- Condado de Steuben suroeste

## Demografía
En el 2000 la renta per cápita promedia del condado era de $40,396, y el ingreso promedio para una familia era de $45,895. El ingreso per cápita para el condado era de $18,255. En 2000 los hombres tenían un ingreso per cápita de $35,349 frente a los $23,718 que percibían las mujeres. Alrededor del 8.20% de la población estaba bajo el umbral de pobreza nacional.

## Lugares

### Ciudades
- Hillsdale
- Litchfield
- Reading

### Villas
- Allen
- Camden
- Jonesville
- Montgomery
- North Adams
- Waldron

### Comunidades no incorporadas
- Amboy Center
- Austin
- Bankers
- Betzer
- Buckeye
- Cambria
- Church's Corners
- Fields Corners
- Fowlers Mill
- Frontier
- Jerome
- Lickley Corners
- Locust Corners
- Moscow
- Mosherville
- Osseo
- Pittsford
- Ransom
- Somerset
- Somerset Center
- Squawfield Corners

### Municipios
| - Municipio de Adams - Municipio de Allen - Municipio de Amboy - Municipio de Cambria - Municipio de Camden | - Municipio de Fayette - Municipio de Hillsdale - Municipio de Jefferson - Municipio de Litchfield - Municipio de Moscow | - Municipio de Pittsford - Municipio de Ransom - Municipio de Reading - Municipio de Scipio | - Municipio de Somerset - Municipio de Wheatland - Municipio de Woodbridge - Municipio de Wright |

### Principales carreteras
- US 12
- US 127
- M-34
- M-49
- M-99